# Tennis Channel Open 2000 - Qualificazioni doppio
Le qualificazioni del doppio  del Tennis Channel Open 2000 sono state un torneo di tennis preliminare per accedere alla fase finale della manifestazione. I vincitori dell'ultimo turno sono entrati di diritto nel tabellone principale. In caso di ritiro di uno o più giocatori aventi diritto a questi sono subentrati i lucky loser, ossia i giocatori che hanno perso nell'ultimo turno ma che avevano una classifica più alta rispetto agli altri partecipanti che avevano comunque perso nel turno finale.
Le qualificazioni del doppio del torneo Tennis Channel Open 2000 prevedevano 4 coppie partecipanti di cui una è entrata nel tabellone principale.

## Teste di serie
1. Mike Bryan /  Bob Bryan (ultimo turno)

1. Marcos Ondruska /  Peter Tramacchi (primo turno)

## Qualificati
1. Jonathan Stark  /   Michael Tebbutt

## Tabellone

### Legenda
| - Q = Qualificato - WC = Wild card - LL = Lucky loser | - ALT = Alternate - SE = Special Exempt - PR = Protected Ranking | - w/o = Walkover - r = Ritirato - d = Squalificato |

|  | Primo turno | Primo turno                     | Primo turno                     | Primo turno | Primo turno |  |  | Ultimo turno | Ultimo turno                   | Ultimo turno                   | Ultimo turno                   | Ultimo turno |  |
|  |             |                                 |                                 |             |             |  |  |              |                                |                                |                                |              |  |
|  | 1           | Mike Bryan Bob Bryan            | Mike Bryan Bob Bryan            | 6           | 6           |  |  |              |                                |                                |                                |              |  |
|  |             | Ed Carter Alex Osterrieth       | Ed Carter Alex Osterrieth       | 2           | 1           |  |  | 1            | Mike Bryan Bob Bryan           | Mike Bryan Bob Bryan           | Mike Bryan Bob Bryan           |              |  |
|  |             | Jonathan Stark Michael Tebbutt  | Jonathan Stark Michael Tebbutt  | 6           | 6           |  |  |              | Jonathan Stark Michael Tebbutt | Jonathan Stark Michael Tebbutt | Jonathan Stark Michael Tebbutt | W-O          |  |
|  | 2           | Marcos Ondruska Peter Tramacchi | Marcos Ondruska Peter Tramacchi | 3           | 4           |  |  |              |                                |                                |                                |              |  |